# Pierre de Salerne
Pierre de Salerne (mort en 856)  est un prince lombard qui règne sur la principauté de Salerne à partir de 853. Tuteur et régent du  prince de Salerne Sicon, lorsqu'il succède encore mineur à son père  Siconolf. Pierre gouverne entre 853 et 856, après avoir usurpé le trône de Sicon, qui se réfugie dans le nord de l'Italie.

## Biographie
Pierre de Salerne naît probablement à Salerne, porte le titre de « Comte »  et est le parrain et le tuteur du 
prince Sicon. Il devient de ce fait prince de facto de Salerne de 849 à 855.
Avec Pierre de Salerne la principauté de Salerne se détache effectivement de celle de Bénévent, et devient une entité politique qui s'étend du Garigliano jusqu'à Cosenza et Tarente selon les termes du "Capitulaire".
En 851 il s'allie avec l'empereur en espérant son aide pour prendre le contrôle de Capoue. L'année suivante il participe
avec l'Empereur et les troupes de la  Principauté de  Bénevent à la vaine tentative d’expulser les arabes de Bari La légitimité de sa prise du pouvoir lui est confirmée en décembre 853 par l'empereur Louis II d'Italie, mais Pierre qui s'est adjoint son fils Ademar, meurt avant la fin de l’année 855.  Il lègue la Principauté de Salerne à son fils, qui fait tuer Sicon.

## Le Capitulaire de851
La controverse entre Siconolf et Radelchis rendait dangereusement instable l'équilibre militaire dans le
Mezzogiorno et suscitait les préoccupations du roi et Empereur Louis II d'Italie, qui en 851 descend en Italie
pour pacifier les deux parties en lutte. Le souverain confirme l'accord de principe déjà intervenu entre les prétendants en 849,  et le ratifie par un capitulaire qui a établi l'indépendance de la nouvelle Principauté de Salerne de la domination de Bénévent. La  Longobardia Minore  est divisée en deux nouvelles entités étatiques et Siconolf est confirmé comme prince de Salerne par l'empereur.
D'après ces accords, Salerne obtient entre autres les places fortes de Conza, Montella, Nusco, Avellino, Rota, Sarno, Cimitile, Furculo, Capoue, Teano, Sora, Tarente, Latiniano, Cassano, Paestum, Cosenza, Laino, la Lucanie et une part du fief d'Acerenza. À Bénévent sont assignés les territoires de Molise et ceux de  Melfi, Genzano, Forenza et Venosa. Une partie de la  Calabre et des Pouilles reste entre les mains de l'Empire byzantin.